# 佐々木現順
佐々木 現順（ささき げんじゅん、1915年 - 2010年1月26日）は、天台真盛宗の僧、仏教心理学者。

## 経歴
1915年、福井県生まれ。京都帝国大学文学部を卒業し、大谷大学助教授、教授を務めた。1950年代にはドイツ、ハンブルク大学で仏教学の客員教授も務めた。1962年、「仏教心理学の研究」を大谷大学に提出して文学博士号を取得する。1986年に定年退職し、名誉教授となった。西徳寺住職。

## 研究内容・思想
仏教を心理学の立場からとらえる仏教心理学の提唱者である。

## 著書
- 『仏教に於ける有の形而上学』弘文堂 1949
- 『阿毘達磨思想研究 仏教実在論の歴史的批判的研究』弘文堂 1958
- 『人と人』学而堂 1960
- 『仏教心理学の研究 アッタサーリニーの研究』日本学術振興会 1960　法蔵館 1990
- 『人間・その宗教と民族性』清水弘文堂 1973
- 『仏教における時間論の研究』清水弘文堂 1974
- 『業と運命』清水弘文堂 教養シリーズ 1976
- 『原始仏教から大乗仏教へ』清水弘文堂 教養シリーズ 1978
- 『業の思想』第三文明社 レグルス文庫 1980
- 『現代インドへの路』第三文明社 レグルス文庫 1981
- 『業思想の日本的受容』教育新潮社 仏教文化シリーズ 1981
- 『人間-その宗教と民族性』第三文明社 レグルス文庫 1981
- 『業論の研究 順正理論・業品の解明』法蔵館 1990

### 共編著
- 『煩悩の研究』編著 清水弘文堂 1975
- 『基本パーリ語文法』野々目了共著 清水弘文堂 1977

### 翻訳
- スヴドラ『仏教入門』あそか書林 1953
- ウパティッサ『解脱道論 頭陀品チベット校訂本文並びに訳註』校註 法蔵館 1958

## 論文
- Cinii